# Course en ligne masculine des moins de 23 ans aux championnats du monde de cyclisme sur route 2019
La course en ligne masculine des moins de 23 ans aux championnats du monde de cyclisme sur route 2019 a lieu sur 173,2 kilomètres le 27 septembre 2019 entre Doncaster et Harrogate, dans le Yorkshire, au Royaume-Uni.
Nils Eekhoff passe la ligne en premier devant Samuele Battistella, mais l'Italien remporte le titre après la disqualification du Néerlandais.

## Participants
| Équipes nationales (46)- Anguilla - Allemagne - Argentine - Australie - Autriche - Belgique - Biélorussie - Brésil - Burkina Faso - Canada - Chili - Chine - Colombie - Tchéquie - Danemark - Érythrée - Espagne - Estonie - Finlande - France - Grande-Bretagne - Hong Kong - Honduras - Hongrie - Irlande - Italie - Japon - Kazakhstan - Lituanie - Luxembourg - Pays-Bas - Norvège - Nouvelle-Zélande - Pologne - Portugal - Roumanie - Russie - Rwanda - Slovénie - Afrique du Sud - Serbie - Suisse - Slovaquie - Suède - Trinité-et-Tobago - États-Unis |
| |

## Classement
| \| Classement général \| Classement général \| Classement général \| Classement général \| Classement général \| \| Coureur \| Coureur \| Pays \| Équipe \| Temps \| \| ------------------ \| ------------------- \| ------------------ \| ----------------------- \| ------------------ \| \| 1er \| Samuele Battistella \| Italie \| Italie espoirs \| 3 h 53 min 52 s \| \| 2e \| Stefan Bissegger \| Suisse \| Suisse espoirs \| + 0 s \| \| 3e \| Tom Pidcock \| Royaume-Uni \| Grande-Bretagne espoirs \| + 0 s \| \| 4e \| Sergio Higuita \| Colombie \| Colombie espoirs \| + 0 s \| \| 5e \| Andreas Kron \| Danemark \| Danemark espoirs \| + 0 s \| \| 6e \| Tobias Foss \| Norvège \| Norvège espoirs \| + 0 s \| \| 7e \| Pascal Eenkhoorn \| Pays-Bas \| Pays-Bas espoirs \| + 38 s \| \| 8e \| Mikkel Bjerg \| Danemark \| Danemark espoirs \| + 38 s \| \| 9e \| Mathieu Burgaudeau \| France \| France espoirs \| + 38 s \| \| 10e \| Torjus Sleen \| Norvège \| Norvège espoirs \| + 38 s \| |                     |             |                         |                 |
| |                     |             |                         |                 |
| Source : ProCyclingStats |                     |             |                         |                 |
| Classement général |                     |             |                         |                 |
| Coureur | Coureur             | Pays        | Équipe                  | Temps           |
| 1er | Samuele Battistella | Italie      | Italie espoirs          | 3 h 53 min 52 s |
| 2e | Stefan Bissegger    | Suisse      | Suisse espoirs          | + 0 s           |
| 3e | Tom Pidcock         | Royaume-Uni | Grande-Bretagne espoirs | + 0 s           |
| 4e | Sergio Higuita      | Colombie    | Colombie espoirs        | + 0 s           |
| 5e | Andreas Kron        | Danemark    | Danemark espoirs        | + 0 s           |
| 6e | Tobias Foss         | Norvège     | Norvège espoirs         | + 0 s           |
| 7e | Pascal Eenkhoorn    | Pays-Bas    | Pays-Bas espoirs        | + 38 s          |
| 8e | Mikkel Bjerg        | Danemark    | Danemark espoirs        | + 38 s          |
| 9e | Mathieu Burgaudeau  | France      | France espoirs          | + 38 s          |
| 10e | Torjus Sleen        | Norvège     | Norvège espoirs         | + 38 s          |